# Temporada 1959-60 de los Boston Celtics
La temporada 1959-60 fue la decimocuarta de los Boston Celtics en la NBA. La temporada regular acabó con 59 victorias y 16 derrotas, clasificándose para los playoffs, en los que alcanzaron las Finales por cuarto año consecutivo, derrotando en las mismas a St. Louis Hawks, consiguiendo su tercer anillo, el segundo de forma consecutiva.

## Elecciones en elDraft
| Ronda | Puesto | Jugador       | Posición | Nacionalidad   | Universidad          |
| ----- | ------ | ------------- | -------- | -------------- | -------------------- |
| 1     | 6      | John Richter  | Alero    | Estados Unidos | North Carolina State |
| 2     | 14     | Gene Guarilia | Alero    | Estados Unidos | George Washington    |

## Temporada regular
| División Este           | División Este | División Este | División Este | División Este | División Este | División Este | División Este | División Este |
| Equipo                  | G             | P             | %             | PD            | Casa          | Fuera         | Neutral       | Div           |
| ----------------------- | ------------- | ------------- | ------------- | ------------- | ------------- | ------------- | ------------- | ------------- |
| x-Boston Celtics        | 59            | 16            | .787          | –             | 25–2          | 24–9          | 10–5          | 28–11         |
| x-Philadelphia Warriors | 49            | 26            | .653          | 10            | 22–6          | 12–19         | 15–1          | 22–17         |
| x-Syracuse Nationals    | 45            | 30            | .600          | 14            | 25–4          | 12–19         | 8–7           | 21–18         |
| New York Knicks         | 27            | 48            | .360          | 32            | 13–18         | 9–19          | 5–11          | 7–32          |

## Playoffs

### Finales de División
Boston Celtics vs. Philadelphia Warriors
| Fecha       | Partido                                       | Ciudad     |
| ----------- | --------------------------------------------- | ---------- |
| 16 de marzo | Boston Celtics 111, Philadelphia Warriors 105 | Boston     |
| 18 de marzo | Philadelphia Warriors 115, Boston Celtics 110 | Filadelfia |
| 19 de marzo | Boston Celtics 120, Philadelphia Warriors 90  | Boston     |
| 20 de marzo | Philadelphia Warriors 104, Boston Celtics 112 | Filadelfia |
| 22 de marzo | Boston Celtics 107, Philadelphia Warriors 128 | Boston     |
| 24 de marzo | Philadelphia Warriors 117, Boston Celtics 119 | Filadelfia |
|             | Boston gana las series 4-2                    |            |

### Finales de la NBA
Boston Celtics - St. Louis Hawks
| Fecha       | Partido                                 | Ciudad    |
| ----------- | --------------------------------------- | --------- |
| 27 de marzo | Boston Celtics 140, St. Louis Hawks 122 | Boston    |
| 29 de marzo | Boston Celtics 103, St. Louis Hawks 113 | Boston    |
| 2 de abril  | St. Louis Hawks 86, Boston Celtics 102  | St. Louis |
| 3 de abril  | St. Louis Hawks 106, Boston Celtics 96  | St. Louis |
| 5 de abril  | Boston Celtics 127, St. Louis Hawks 102 | Boston    |
| 7 de abril  | St. Louis Hawks 105, Boston Celtics 102 | St. Louis |
| 9 de abril  | Boston Celtics 122, St. Louis Hawks 103 | Boston    |
|             | Boston gana las finales 4-3             |           |

## Estadísticas
| Rk | Jugador       | Edad | P  | PT | MP   | TC  | TCI  | %TC  | 3P | 3PI | %3P | TL  | TLI | %TL  | RO | RD | RT   | AS  | RB | TAP | BP | FP  | PTS  |
| -- | ------------- | ---- | -- | -- | ---- | --- | ---- | ---- | -- | --- | --- | --- | --- | ---- | -- | -- | ---- | --- | -- | --- | -- | --- | ---- |
| 1  | Tom Heinsohn  | 25   | 75 |    | 32.3 | 9.0 | 21.2 | .423 |    |     |     | 3.8 | 5.1 | .733 |    |    | 10.6 | 2.3 |    |     |    | 3.7 | 21.7 |
| 2  | Bob Cousy     | 31   | 75 |    | 34.5 | 7.6 | 19.7 | .384 |    |     |     | 4.3 | 5.4 | .792 |    |    | 4.7  | 9.5 |    |     |    | 1.9 | 19.4 |
| 3  | Bill Sharman  | 33   | 71 |    | 27.0 | 7.9 | 17.3 | .456 |    |     |     | 3.5 | 4.1 | .866 |    |    | 3.7  | 2.0 |    |     |    | 2.2 | 19.3 |
| 4  | Bill Russell  | 25   | 74 |    | 42.5 | 7.5 | 16.1 | .467 |    |     |     | 3.2 | 5.3 | .612 |    |    | 24.0 | 3.7 |    |     |    | 2.8 | 18.2 |
| 5  | Frank Ramsey  | 28   | 73 |    | 27.5 | 5.8 | 14.5 | .397 |    |     |     | 3.7 | 4.8 | .787 |    |    | 6.9  | 1.9 |    |     |    | 3.4 | 15.3 |
| 6  | Sam Jones     | 26   | 74 |    | 20.4 | 4.8 | 10.6 | .454 |    |     |     | 2.3 | 3.0 | .764 |    |    | 5.1  | 1.7 |    |     |    | 1.4 | 11.9 |
| 7  | Maury King    | 24   | 1  |    | 19.0 | 5.0 | 8.0  | .625 |    |     |     | 0.0 | 1.0 | .000 |    |    | 4.0  | 2.0 |    |     |    | 3.0 | 10.0 |
| 8  | Gene Conley   | 29   | 71 |    | 18.7 | 2.8 | 7.6  | .373 |    |     |     | 1.1 | 1.6 | .667 |    |    | 8.3  | 0.5 |    |     |    | 3.8 | 6.7  |
| 9  | K.C. Jones    | 27   | 74 |    | 17.2 | 2.3 | 5.6  | .408 |    |     |     | 1.7 | 2.3 | .753 |    |    | 2.7  | 2.6 |    |     |    | 1.5 | 6.3  |
| 10 | Jim Loscutoff | 29   | 28 |    | 19.1 | 2.4 | 7.3  | .322 |    |     |     | 0.8 | 1.3 | .611 |    |    | 3.9  | 0.4 |    |     |    | 3.9 | 5.5  |
| 11 | John Richter  | 22   | 66 |    | 12.2 | 1.7 | 5.0  | .340 |    |     |     | 0.9 | 1.8 | .504 |    |    | 4.7  | 0.4 |    |     |    | 2.4 | 4.3  |
| 12 | Gene Guarilia | 22   | 48 |    | 8.8  | 1.2 | 3.2  | .377 |    |     |     | 0.6 | 0.9 | .707 |    |    | 1.8  | 0.4 |    |     |    | 1.2 | 3.0  |

## Galardones y récords
| Jugador      | Galardón                     |
| Bob Cousy    | Mejor quinteto de la NBA     |
| Bill Sharman | 2.º Mejor quinteto de la NBA |
| Bill Russell | 2.º Mejor quinteto de la NBA |